# Astrup Sogn (Hjørring Kommune)
 For alternative betydninger, se Astrup Sogn. (Se også artikler, som begynder med Astrup Sogn)
Astrup Sogn er et sogn i Hjørring Nordre Provsti (Aalborg Stift).
I 1800-tallet var Astrup Sogn anneks til Sindal Sogn. Begge sogne hørte til Vennebjerg Herred i Hjørring Amt. De udgjorde Sindal-Astrup sognekommune, men blev senere delt i to selvstændige sognekommuner. Ved kommunalreformen i 1970 indgik de begge i Sindal Kommune, som ved strukturreformen i 1970 blev indlemmet i  Hjørring Kommune.
I Astrup Sogn ligger Astrup Kirke.
I sognet findes følgende autoriserede stednavne:
- Astrup (bebyggelse, ejerlav)
- Bavnehøj (areal)
- Bitteby (bebyggelse)
- Bjørnsbølle (bebyggelse)
- Borrisholt (bebyggelse)
- Bøgholt (bebyggelse)
- Bøgsted Mark (bebyggelse)
- Grimmeshave (bebyggelse, ejerlav)
- Hundbjerg (bebyggelse)
- Hvims (bebyggelse)
- Kalstrup (bebyggelse)
- Klastrup (bebyggelse)
- Mølskov (bebyggelse)
- Nørhede (bebyggelse)
- Nørskov (bebyggelse)
- Putten (bebyggelse)
- Rishøj (bebyggelse)
- Sandager (bebyggelse)
- Skærping (bebyggelse)
- Solbjerg (bebyggelse)
- Sparrevogn (bebyggelse)
- Sønderhede (bebyggelse)
- Sønderskov (bebyggelse, ejerlav)
- Teglhøj (areal)
- Vejen (bebyggelse)
- Øster Tirup (bebyggelse)